# تپه کلمه
تپه کلمه مربوط به دوران‌های تاریخی پس از اسلام است و در شهرستان کرج، روستای کلمه واقع شده و این اثر در تاریخ ۵ آذر ۱۳۷۹ با شمارهٔ ثبت ۲۸۸۳ به‌عنوان یکی از آثار ملی ایران به ثبت رسیده است.